# Forțele Aeriene ale Republicii Moldova
Forțele Aeriene ale Republicii Moldova reprezintă aviația militară a Armatei Naționale a Republicii Moldova. A fost formată după destrămarea URSS-ului, în august 1991.

## Structură

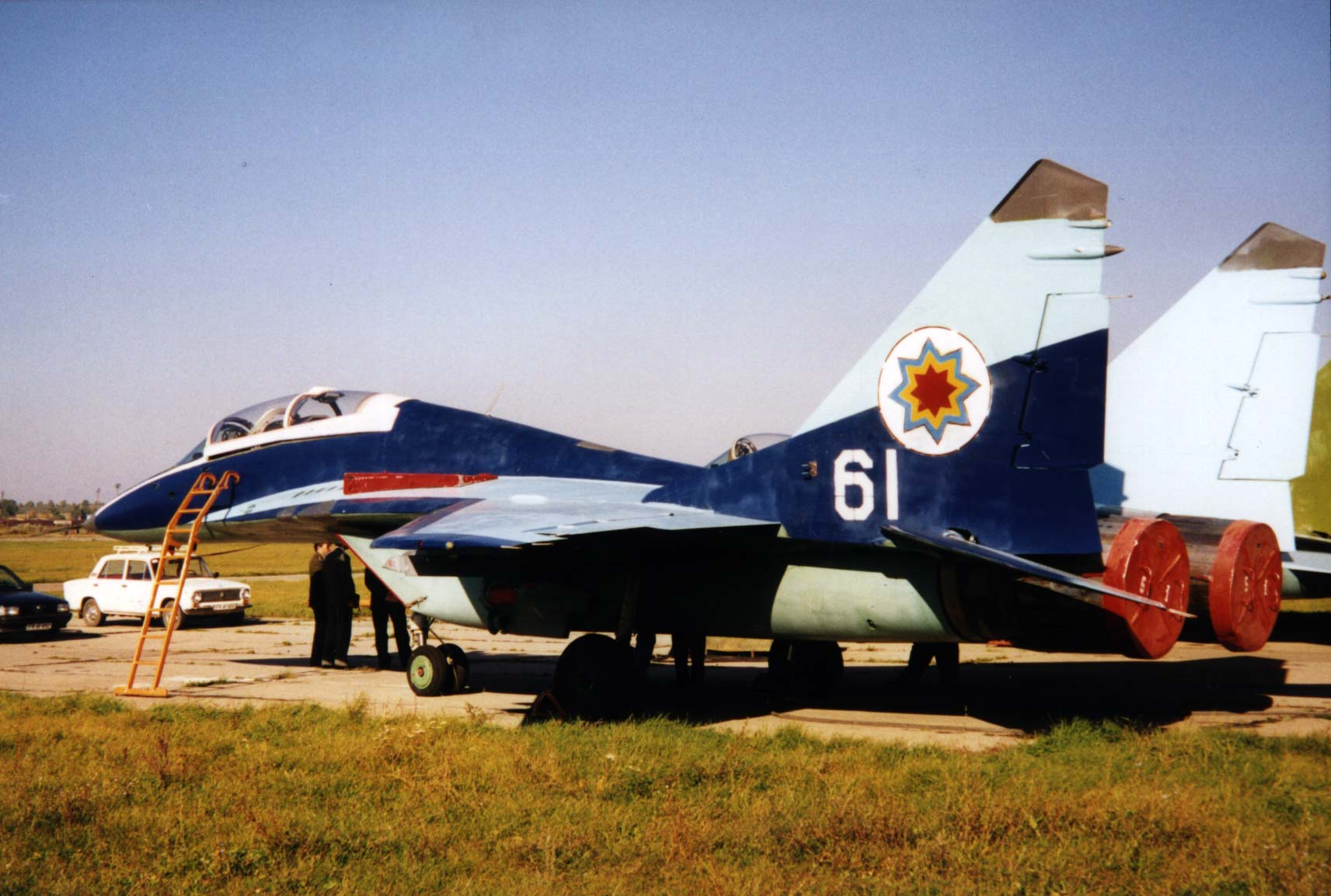
Aeronava moldovenească de antrenament MiG-29UB (1997)

În anul 1991 Forțele Aeriene aveau 1300 de militari organizați într-un regiment, un escadron de elicoptere și o brigadă de rachete. Erau dotate cu 34 de avioane MiG 29, 14 elicoptere Mi-8, 6 aeronave de transport (incluzând aici un Antonov An-72) și 25 de sisteme antiaeriene sol-aer S-125 Neva/Peciora si S-200 1 bucata .
În 2002 erau 1.400 de angajați, iar în 2007 au rămas doar 1040 organizați într-un escadron de elicoptere, și un batalion de rachete. La acea dată era dotată cu 6 aeronave MiG-29S, modernizate în Ucraine și având baza în Mărculești, 8 elicoptere Mi-8, 5 aeronave de transport (inclusiv un Antonov An-72) și 12 sisteme sol-aer SA-3.
În martie 2010 Forțele Aeriene ale Republicii Moldova au semnat un acord cu Forțele Aeriene Române privind schimbul de informații despre aeronavele care zboară aproape de graniță, schimb de date radar și obligația de a oferi ajutor reciproc în caz de nevoie și în viitoarele misiuni în care vor coopera.

## Aviație și echipamente speciale în dotare în prezent
| Foto                         | Aeronavă  | Origine           | Tip                    | Variante                                | În serviciu | Note        |
| Avioane de luptă             |           |                   |                        |                                         |             |             |
|                              | Mig-29    | Uniunea Sovietică | Avion de lupta         | Mig-29                                  |             |             |
| Avioane de transport militar |           |                   |                        |                                         |             |             |
|                              | An-2      | Uniunea Sovietică | Transport militar      | AN-2                                    |             | Operațional |
|                              | AN-24     | Uniunea Sovietică | Transport militar      | AN-24                                   |             | Operațional |
|                              | AN-26     | Uniunea Sovietică | Transport militar      | AN-26                                   |             | Operațional |
| Elicoptere de transport      |           |                   |                        |                                         |             |             |
|                              | Mil Mi-8  | Uniunea Sovietică | Elicopter de transport | Mil Mi-8                                |             | Operațional |
|                              | Mil Mi-17 | Uniunea Sovietică | Elicopter de transport | Mi-8MTV-1 și MI-8PS (transport VIP-uri) |             | Operațional |

| Sisteme de apărare aeriană | Sisteme de apărare aeriană | Sisteme de apărare aeriană | Sisteme de apărare aeriană | Sisteme de apărare aeriană | Sisteme de apărare aeriană | Sisteme de apărare aeriană |
| -------------------------- | -------------------------- | -------------------------- | -------------------------- | -------------------------- | -------------------------- | -------------------------- |
| Foto                       | Tehnica                    | Origine                    | Tip                        | Variante                   | În serviciu                | Note                       |
|                            | S-125 Neva/Peciora         | Uniunea Sovietică          | Sistem antiaerien sol-aer  | S-125 Neva/Peciora         |                            | Operațional                |
|                            | S-200                      | Uniunea Sovietică          | Sistem antiaerien sol-aer  | S-200                      |                            | Operațional                |

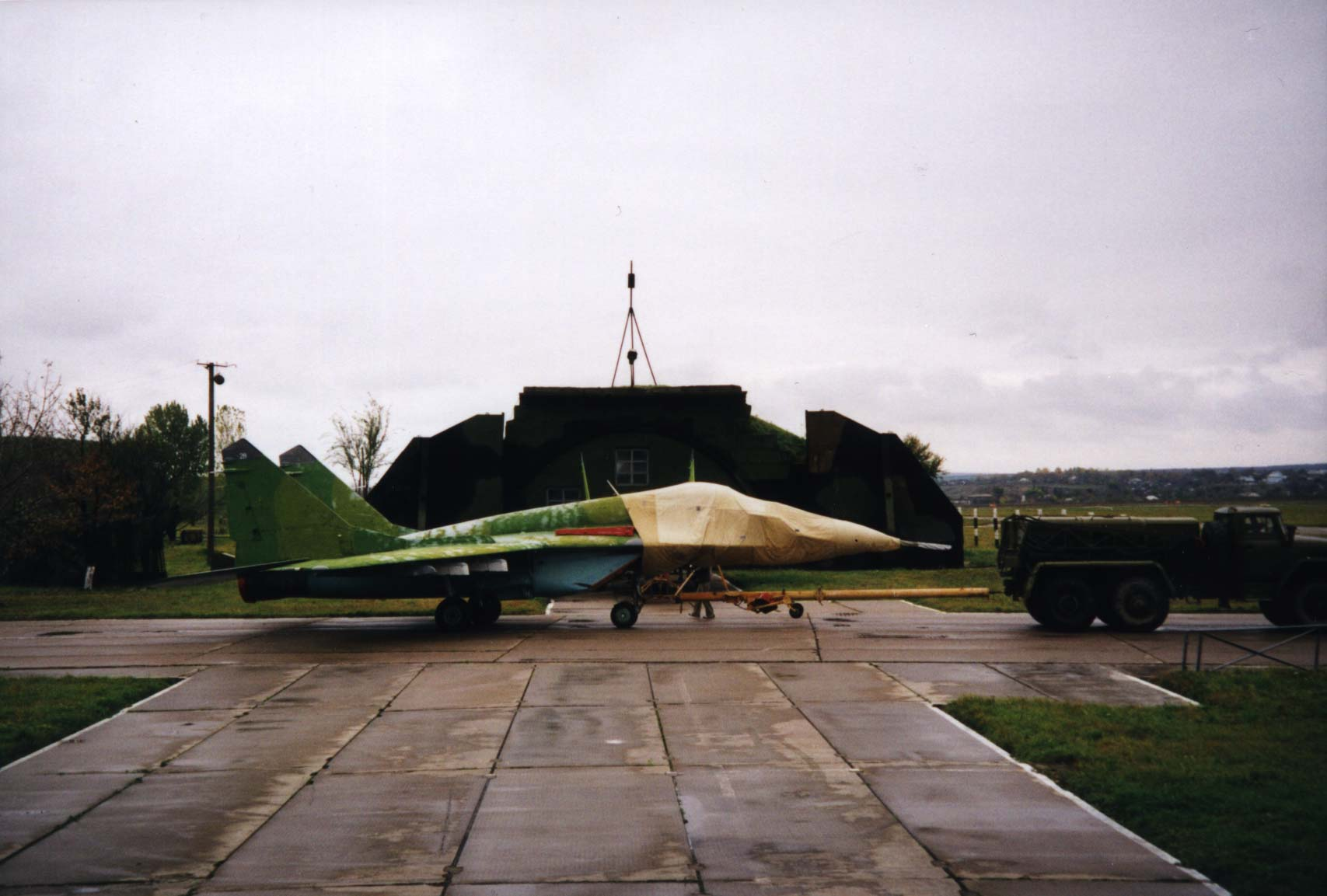
MiG-29 moldovenesc tractat de un camion (1997)

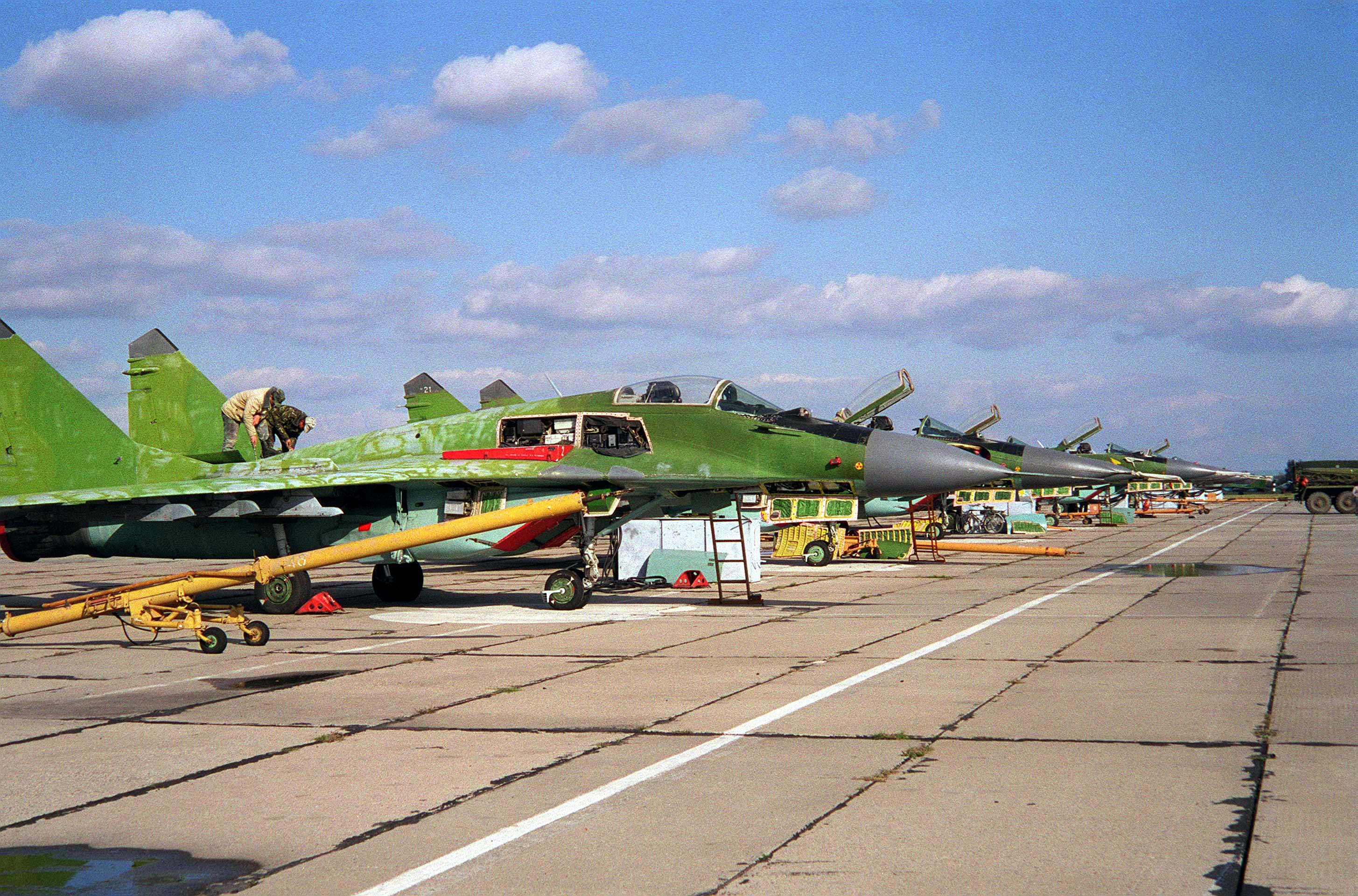
MiG-29 moldovenesc pregătit pentru transport aerian (1997)

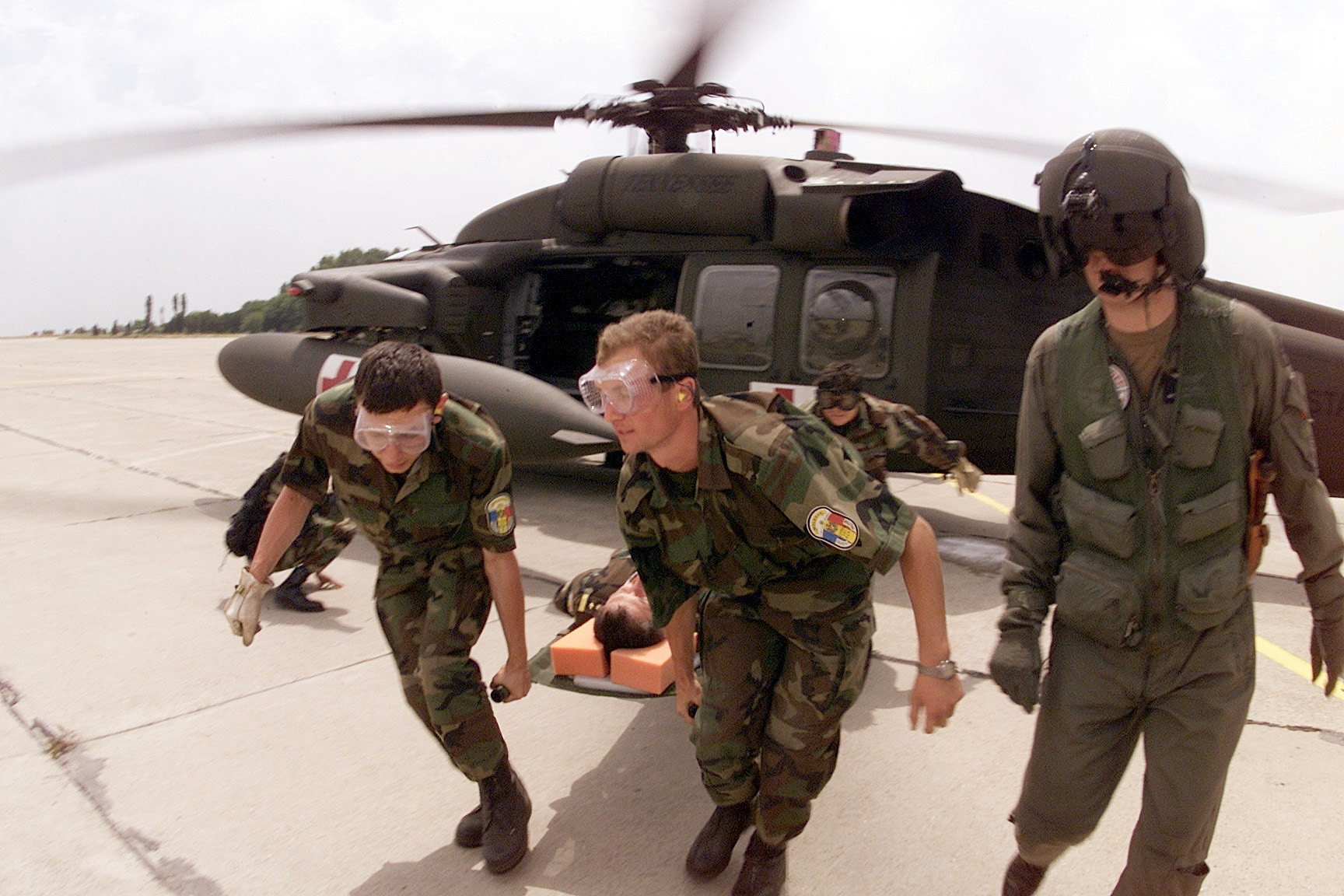
Militari moldoveni în timpul exercițiilor militare multinaționale "Rescue Eagle 2000" (2000)

Conform unei înțelegeri finalizate pe data de 10 octombrie 1997, Statele Unite au achiziționat 14 avioane MiG 29C capabile de a transporta armament nuclear, cu motivația oficialilor americani de a preveni folosirea lor de către Iran. De asemenea, SUA a mai cumpărat șase MiG 29A, un MiG 29B, 500 rachete și toate piesele de schimb și echipamentul de diagnosticare prezente la baza Forțelor Aeriene ale Republicii Moldova, în schimbul a 40.000.000 de dolari, asistență umanitară și camioane.
Toate avioanele MiG 29 au fost transportate de la National Air Intelligence Center (NAIC) la Baza Forțelor Armate Wright-Patterson aproape de Dayton, Ohio în avioane de transport C-17 pentru o perioadă de două săptămâni.
În februarie 2012, Ministerul Apărării a anunțat achiziționarea a opt avioane și nouă elicoptere de transport în schimbul a 240 de milioane de dolari.

## MiG-uri 29 moldovenești la expoziții
- Goodfellow AFB în San Angelo, Texas.
- NAS Fallon Airpark.
- NAIC la Wright-Patterson AFB, Ohio. Este expus un MiG-29UB cu 2 locuri.
- 2 MiG-uri 29 sunt expuse la Nellis AFB.

## Gradele militare

Soldat
Caporal
Sergent inferior
Sergent
Sergent major
Plutonier
Plutonier major
Plutonier adjutant

Locotenent
Locotenent-major
Capitan
Maior
Locotenent colonel
Colonel
General de Brigadă
General de Divizie
General de Corp de Armată

## Galerie

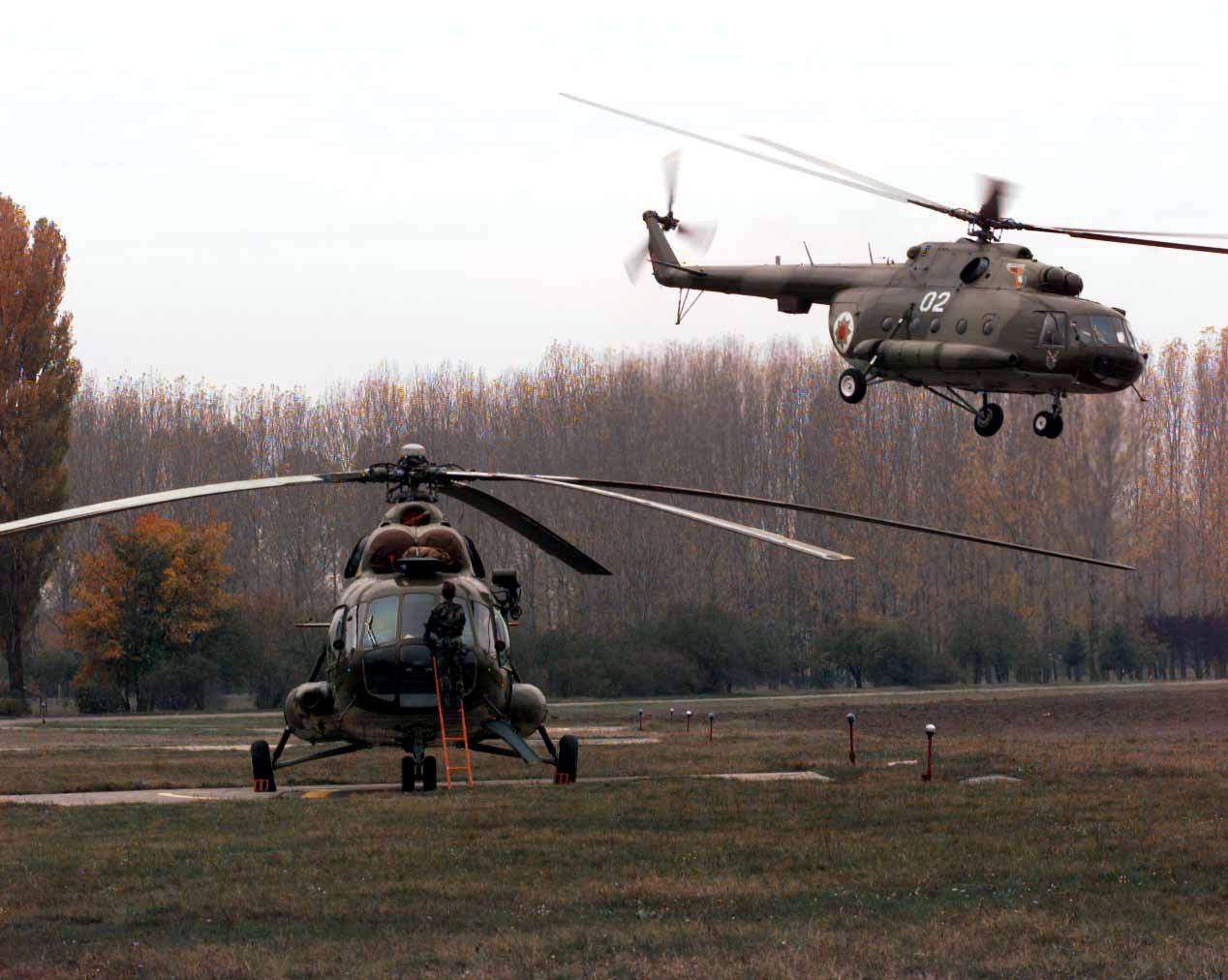
Elicopterele moldovenești Mi-8MTV-1 în 1996
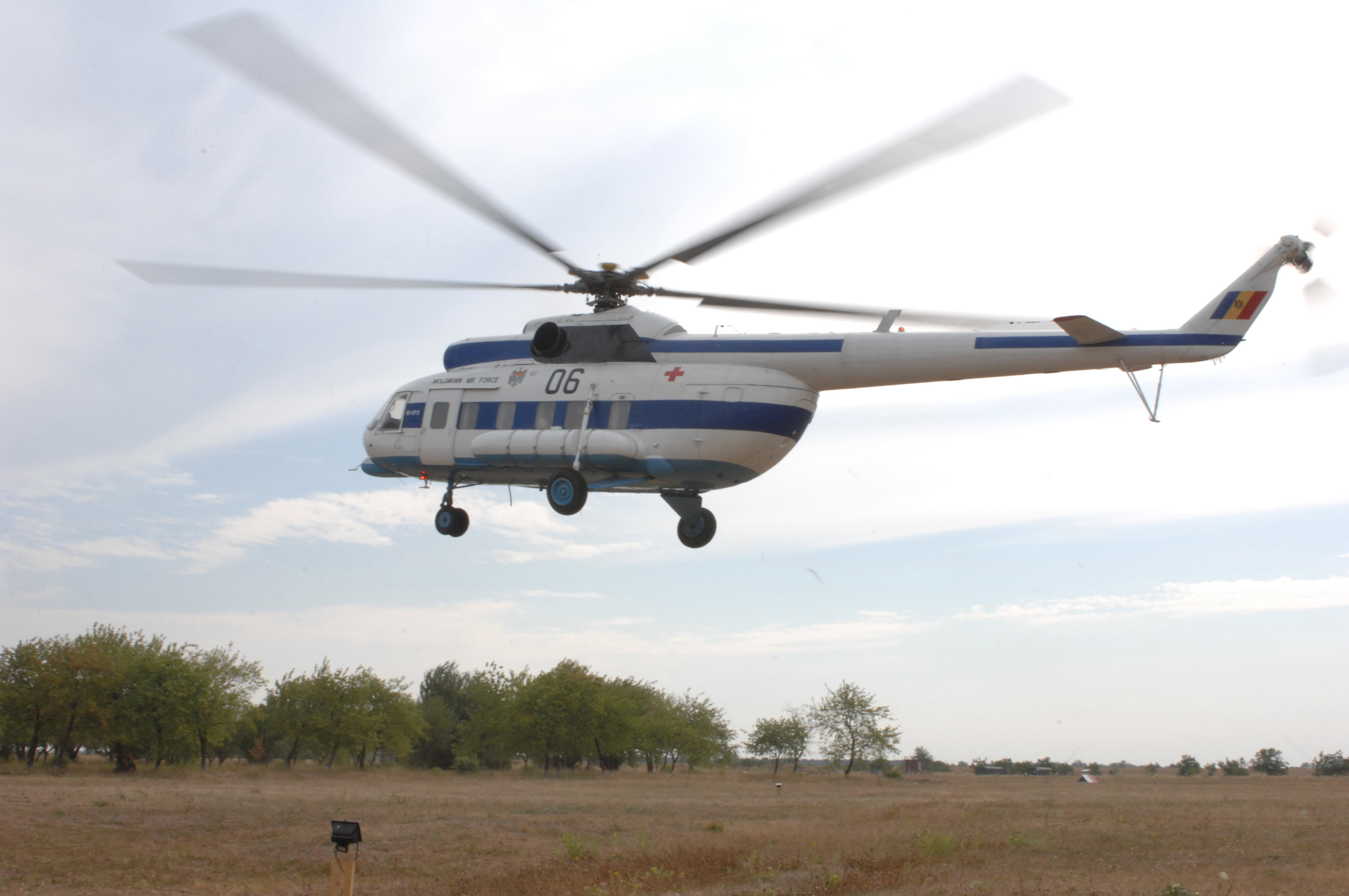
Mi-8PS moldovenesc pentru transportul VIP-urilor (fostul elicopter al lui Nicolae Ceaușescu